# یواس‌اس مودوک (۱۸۶۵)
یواس‌اس مودوک (۱۸۶۵) (به انگلیسی: USS Modoc (1865)) یک کشتی بود که طول آن ۲۲۵ فوت (۶۹ متر) بود. این کشتی در سال ۱۸۶۵ ساخته شد.